# Arme Millionäre
Arme Millionäre ist eine deutsch-österreichische Comedy-Fernsehserie, die von 2005 bis 2006 in zwei Staffeln ausgestrahlt wurde. Bei der Serie handelte es sich um eine RTL-Koproduktion mit dem ORF.

## Handlung

### Staffel 1
Nachdem die Hotelier-Millionärsfamilie Gabriel jahrelang im Luxus gelebt hatte, nimmt ihr Leben eines Tages eine entscheidende Wende: Einerseits durch den Konkurs des Hotelimperiums von Vater Paul Gabriel, andererseits auch durch Privatkonkurs bedingt, verliert die Familie von einem auf den anderen Tag alles – ihr Geld, ihre Villa und ihr Personal. Notgedrungen ermöglicht ihnen ihr ehemaliger Chauffeur Fritz, in Zukunft in seiner Plattenbauwohnung zu wohnen. Noch dazu ist Markus Münzberger, jener Hotelier, der das Gabriel-Imperium im Zuge einer Zwangsversteigerung übernommen hatte, den Gabriels feindlich gesinnt, weswegen er Paul Gabriel auch keine Stelle in einem seiner Hotels anbietet.
Die beiden Töchter Lilo und Sarah Gabriel besuchen weiterhin dieselbe Privatschule, die sie auch als Reiche besucht hatten. Lilo konkurriert von Anfang an mit Münzberger-Tochter Franka, die vom Moment ihres Konkurses an ihre Erzfeindin ist, während sich zwischen Sarah und Christoph Münzberger, Frankas Bruder, mit der Zeit eine Liebesbeziehung entwickelt. Lilo macht zudem Bekanntschaft mit Timo, einem Sushi-Restaurantbesitzer, der sein kleines Lokal in der Nähe der Plattenbausiedlung betreibt, in der die Gabriels nun wohnen, und beginnt bei ihm, sich etwas Geld als Aushilfe zu verdienen. Auch zwischen den beiden funkt es schließlich.
Neben alltäglichen Unannehmlichkeiten, beispielsweise den Müll selbst raustragen, selbst kochen oder selbst waschen müssen, kommen auch immer wieder finanzielle Engpässe vor. Nicht nur einmal stehen die Gabriels und Fritz davor, ihre Wohnung räumen zu müssen, weil die Miete nicht bezahlt wurde, oder den Anschluss ans Stromnetz zu verlieren. Gerade im Laufe solcher Ereignisse lernen sie, vor allem die Mutter Adina Gabriel, die Probleme anderer Menschen kennen und sich in deren Lage hineinzuversetzen.
Gegen Ende der Staffel beschließen Adina und Paul, dass Lilo ihren Schulabschluss bei ihrer Patentante und Adinas Schwester Esther in New York machen soll. Durch den Gewinn eines Fluges auf dem „Chrysanthemen-Ball“ im Münzberger-Hotel ist es ihnen auch möglich, diesen Plan zu verwirklichen. Unglücklicherweise ist zuvor durch ein Missverständnis die Beziehung zwischen Lilo und Timo zerbrochen, weswegen Lilo auch nicht davor zurückschreckt, die nächste Zeit in New York zu verbringen. Als Lilo am Flughafen abreist, denkt sie an die Zeit seit der Familien-Pleite zurück und möchte irgendwann zurückkommen, um ihrer Familie zu helfen. Zudem wünscht sie sich, dass Timo sie nicht vergisst.

### Staffel 2
Lilo ist nach wie vor in New York bei ihrer Patentante Esther, fühlt sich allerdings bei dieser nicht wohl. Aus diesem Grund bricht sie den Kontakt ab und macht sich auf den Weg in die Stadt, wo sie auf den Finanzberater Nico trifft, der Lilo seine Sympathien spüren lässt und sie in ein Luxushotel einlädt, das gerade eben von den Münzbergers übernommen wurde. Nach ein paar Tagen haut Nico allerdings still und heimlich ab und lässt Lilo auf der Rechnung für die Suite sitzen. Diese wird von der Familie Münzberger nach Deutschland mitgenommen und bietet an, die Schulden als Zimmermädchen in einem ihrer Hotels abzuarbeiten, um ihre Familie nicht zu belasten. Timo, der Leiter des Sushi-Restaurants, tritt in dieser Staffel nicht mehr auf.
Paul, Adina, Sarah und Fritz haben inzwischen eigene Probleme. Ständige finanzielle Engpässe, Streit mit den Nachbarn der Plattenbausiedlung und Schwierigkeiten bei der Arbeitssuche machen der Familie Gabriel und ihrem ehemaligen Chauffeur zu schaffen. Nachdem Paul u. a. als Tier-Dolmetscher, Angestellter in einer Sauerkraut-Fabrik und im Luxus-Hundesalon gearbeitet hatte, die Jobs jedoch nie länger behalten konnte, lernt er den Hotelbesitzer Joe kennen, der eine kleine Pension betreibt, die jedoch schlecht besucht und daher ebenfalls von der Pleite bedroht ist. Dennoch entschließt sich Paul, wieder in das Hotelgewerbe einzusteigen und möchte versuchen, mithilfe seiner langjährigen Erfahrung die Pension zu einem Nobelhotel zu machen. Joe lässt ihn jedoch im Stich und taucht unter, als ehemalige Gläubiger ihr Geld von ihm fordern. Paul hat nun zwar ein Hotel gewonnen, muss allerdings alleine für die damit verbundenen Schulden aufkommen. Nachdem das Zusammenleben in der Plattenbauwohnung zu eng wird, beschließen die Gabriels, in die Pension zu ziehen und sich auf deren Wiederaufbau zu konzentrieren.
Inzwischen wird Sarah von Christoph Münzberger schwanger. Dieser möchte zu ihr stehen, wird jedoch von seinen Eltern unter Druck gesetzt, die das Kind unter allen Umständen allein großziehen und Sarah das Umgangsrecht entziehen wollen. Christoph bricht daraufhin mit seinen Eltern und zieht zu den Gabriels. Lilo verliebt sich derweil in Julian Levenkron, den Sohn eines Bankenmilliardärs. Julian ist zunächst noch mit Franka Münzberger liiert, trennt sich allerdings von ihr und wendet sich Lilo zu, die nun nebenbei hofft, endlich wieder Zutritt in die Welt der Reichen zu erlangen. Es stellt sich jedoch heraus, dass Julian in Wirklichkeit schwul ist und Lilo nur zum Schein heiratet. Lilo sagt die geplante Hochzeit daher kurzfristig ab und trennt sich von Julian.
Nachdem Paul zusammen mit Fritz bei der städtischen Müllentsorgung begonnen hatte, verliert er letztendlich auch diesen Job. Zuvor hatte er Fritz angeboten, sich finanziell an der Pension zu beteiligen, da er die darauf liegenden Schulden nicht alleine tilgen kann. Nun möchte er Fritz als Geschäftspartner wieder entbinden, wodurch dieser sich ausgenützt fühlt und von den Gabriels nichts mehr wissen möchte. Markus Münzberger hat zudem herausgefunden, dass die Pension seinerzeit illegal gebaut worden war, weswegen er beantragt, das Gebäude abzureißen. Die Familie und Christoph stehen einmal mehr vor dem Nichts und wollen zu Fritz zurückziehen, der ihnen jedoch nicht öffnet. Die Serie endet damit, dass die „armen Millionäre“ wie in der ersten Folge vor dem Plattenbau stehen.

## Episodenliste

### Staffel 1
| Nr. (ges.) | Nr. (St.) | Titel              | Erstausstrahlung (Deutschland, RTL) | Erstausstrahlung (Österreich, ORF 1) |
| ---------- | --------- | ------------------ | ----------------------------------- | ------------------------------------ |
| 1          | 1         | Zurück auf Anfang  | 22. August 2005                     | –                                    |
| 2          | 2         | Geld stinkt nicht  | 22. August 2005                     | –                                    |
| 3          | 3         | Des Pudels Kern    | 29. August 2005                     | 25. August 2005                      |
| 4          | 4         | New York, New York | 29. August 2005                     | 25. August 2005                      |

### Staffel 2
| Nr. (ges.) | Nr. (St.) | Titel                   | Erstausstrahlung (Deutschland, RTL) | Erstausstrahlung (Österreich, ORF 1) |
| ---------- | --------- | ----------------------- | ----------------------------------- | ------------------------------------ |
| 5          | 1         | Müll oder Frieden       | 8. September 2006                   | 5. September 2006                    |
| 6          | 2         | Geld regiert die Welt   | 15. September 2006                  | 5. September 2006                    |
| 7          | 3         | Bittere Pillen          | 22. September 2006                  | 12. September 2006                   |
| 8          | 4         | Einmal Polen und zurück | 29. September 2006                  | 19. September 2006                   |
| 9          | 5         | Rollenspiele            | 6. Oktober 2006                     | 26. September 2006                   |
| 10         | 6         | Babyträume              | 20. Oktober 2006                    | 17. Oktober 2006                     |
| 11         | 7         | Jobhopping              | 27. Oktober 2006                    | 24. Oktober 2006                     |
| 12         | 8         | Alles verloren?         | 3. November 2006                    | 1. November 2006                     |

## Soundtrack
- Bye Bye – Maxi Warwel
- Just a Little While – Janet Jackson
- All Nite (Don't Stop) – Janet Jackson
- Lovefool – The Cardigans
- I Believe I Can Fly – R. Kelly
- Kiss Me – Sixpence None the Richer
- Crazy Love – Brian Kennedy
- Angels – Robbie Williams

## Ausstrahlung und Einschaltquoten

### Staffel 1
Die Dreharbeiten für die erste Staffel begannen in München am 5. Oktober 2004 und dauerten bis 6. Dezember 2004. Ursprünglich als Miniserie geplant, deren Ende bereits von Beginn an feststand, wurde Arme Millionäre am 22. und 29. August 2005 in zwei Doppelfolgen auf RTL und ORF 1 ausgestrahlt. Die erste Staffel der Serie mit nur vier Folgen erzielte dabei trotz Unkenrufen bei rund vier Millionen Zusehern 20 Prozent Marktanteil und wurde damit zum Überraschungserfolg. Eine zweite Staffel mit acht Folgen wurde kurz darauf in Auftrag gegeben und ab Februar 2006 gedreht.
Eine Auflistung gemessener Einschaltquoten und Marktanteile veranschaulicht folgende Tabelle:
| Datum                      | Zuschauer | Zuschauer       | Marktanteil | Marktanteil     | Quellen |
| Datum                      | Gesamt    | 14 bis 49 Jahre | Marktanteil | Marktanteil     | Quellen |
| Datum                      | Gesamt    | 14 bis 49 Jahre | Gesamt      | 14 bis 49 Jahre | Quellen |
| -------------------------- | --------- | --------------- | ----------- | --------------- | ------- |
| 22. August 2005, 20:15 Uhr | 4,02 Mio. | 2,31 Mio.       | 13,3 %      | 18,1 %          | [ 5 ]   |
| 22. August 2005, 21:15 Uhr | 4,66 Mio. | 2,80 Mio.       | 15,8 %      | 21,3 %          | [ 5 ]   |
| 22. August 2005, 20:15 Uhr | 3,42 Mio. | 2,02 Mio.       | 12,1 %      | 18,0 %          | [ 6 ]   |
| 22. August 2005, 21:15 Uhr | 4,15 Mio. | 2,59 Mio.       | 14,6 %      | 20,8 %          | [ 6 ]   |

### Staffel 2
Ausstrahlungsbeginn der zweiten Staffel war am 8. September 2006 wöchentlich um 21:15 Uhr. Bereits die erste Folge reichte nicht an die Marktwerte der ersten Staffel heran.
Eine unvollständige Auflistung gemessener Einschaltquoten und Marktanteile veranschaulicht folgende Tabelle:
| Datum              | Zuschauer | Zuschauer       | Marktanteil | Marktanteil     | Quellen       |
| Datum              | Gesamt    | 14 bis 49 Jahre | Marktanteil | Marktanteil     | Quellen       |
| Datum              | Gesamt    | 14 bis 49 Jahre | Gesamt      | 14 bis 49 Jahre | Quellen       |
| ------------------ | --------- | --------------- | ----------- | --------------- | ------------- |
| 9. September 2006  | 3,35 Mio. | 1,79 Mio.       | 12,4 %      | 16,8 %          | [ 8 ]         |
| 15. September 2006 | 2,89 Mio. | 1,73 Mio.       | 10,5 %      | 15,5 %          | [ 9 ]         |
| 22. September 2006 | –         | –               | –           | –               |               |
| 29. September 2006 | 2,80 Mio. | 1,62 Mio.       | 9,7 %       | 13,7 %          | [ 10 ]        |
| 6. Oktober 2006    | 3,10 Mio. | 1,76 Mio.       | 10,3 %      | 14,8 %          | [ 11 ]        |
| 20. Oktober 2006   | 3,32 Mio. | 1,80 Mio.       | 10,8 %      | 14,7 %          | [ 12 ] [ 13 ] |
| 27. Oktober 2006   | 3,21 Mio. | 1,81 Mio.       | 10,7 %      | 15,3 %          | [ 14 ]        |
| 3. November 2006   | 3,28 Mio. | 1,90 Mio.       | 11,0 %      | 16,0 %          | [ 15 ] [ 16 ] |

Die Serie lief laut RTL-Pressesprecher Claus Richter „nicht so gut, wie erhofft“, weswegen eine Fortsetzung der Serie noch vor Ausstrahlung der letzten Folge weder bestätigt, noch dementiert wurde. Letztendlich wurden keine Fortsetzungen gedreht. Im Juli 2007 wurden elf Folgen auf RTL wiederholt, die mit lediglich 6 Prozent Zuseheranteil zu einem Misserfolg wurden. Auch eine Wiederholung auf Super RTL 2008 kam nicht über 2,5 Prozent hinaus. Seit 2008 sind beide Staffeln auf DVD erhältlich.

## Trivia
Die Serie wird per Voice-over aus der Sicht der Figur „Lilo Gabriel“ erzählt, die von Mavie Hörbiger verkörpert wird. Doch die Stimme im Off gehört der Schauspielerin und Synchronsprecherin Ghadah Al-Akel. Der Familienname Rafael aus der ersten Staffel ändert sich ab der zweiten (ohne inhaltliche Erwähnung) in Gabriel. RTL begründete die Änderung damit, keinen Bezug zu lebenden oder früher existierenden Personen herstellen zu wollen. Als der ORF die erste Staffel erneut ausstrahlte, wurde der Familienname passend in Gabriel umgeändert, z. B. durch das Synchronisieren betreffender Dialogstellen. So auch in der Wiederholung der ersten Staffel 2007 bei RTL und der DVD-Fassung. Fast alle Fahrzeuge in der zweiten Staffel tragen das fiktive Städte-Kennzeichen I, während in der ersten Staffel Kennzeichen wie STA (Landkreis Starnberg) und M (München) verwendet werden. Die Müllwagen in der zweiten Staffel tragen jedoch BSR-Aufkleber (Berliner Stadtreinigung), die Farbe der Einsatzkleidung entspricht der BSR. Der Bus in der ersten Staffel trägt die alte Lackierung der Münchner Verkehrsgesellschaft sowie deren Aufkleber mit der Aufschrift MVG.